# 2-Methylcyclohexanon
2-Methylcyclohexanon ist eine organische Verbindung aus der Gruppe der cyclischen Ketone.

## Herstellung
2-Methylcyclohexanon kann hergestellt werden, indem Cyclohexanon zunächst mit Pyrrolidin zu einem Enamin umgesetzt wird und dieses erst mit Methyliodid methyliert und dann hydrolysiert wird.

## Reaktionen
Die Reduktion von 2-Methylcyclohexanon ergibt 2-Methylcyclohexanol. Mit Natrium / Ethanol, Lithiumaluminiumhydrid oder Natriumborhydrid entsteht bevorzugt das trans-Isomer. Aluminiumisopropanolat ergibt eher das cis-Isomer, katalytische Hydrierung hauptsächlich das cis-Isomer. Wird 2-Methylcyclohexanon zum Enolat deprotoniert und dann mit Methyliodid umgesetzt, entsteht bevorzugt 2,2-Dimethylcyclohexanon. Bei der elektrochemischen Oxidation von 2-Methylcyclohexanon in Dichlormethan in Gegenwart von Trifluoressigsäure entsteht bevorzugt Heptano-1,5-lacton.